# България на зимните олимпийски игри 2026
България ще участва на зимните олимпийски игри в Милано и Кортина д'Ампецо от 6 до 22 февруари 2026 година. Към края на месец март 2025 година страната е спечелила 14 квоти за участие в 4 спорта, като квалификациите продължават.
Страната има и 3 спечелени квоти в сноуборда, но те са предварителни и няма да бъдат официализирани до 18 януари 2026 година.

## Участници
| Спорт                   | Мъже | Жени | Общо |
| ----------------------- | ---- | ---- | ---- |
| Биатлон                 | 4    | 4    | 8    |
| Ски алпийски дисциплини | 1    | 1    | 2    |
| Ски бягане              | 2    | 1    | 3    |
| Фигурно пързаляне       | 0    | 1    | 1    |
| Общо                    | 7    | 7    | 14   |

## Ски алпийски дисциплини
Страната има осигурена една квота при мъжете и една при жените през основните квоти.

## Биатлон
България е класирала четири състезатели при мъжете и четири при жените спрямо резултатите от Световната купа по биатлон през сезон 2024 – 25.

## Ски бягане
България е класирала един състезател при мъжете и един при жените през основните квоти. Спрямо резултатите от световната купа по ски бягане за сезон 2024 – 25 страната получава още една квота при мъжете.

## Фигурно пързаляне
България има една спечелена квота при жените (Александра Фейгин) от световното първенство по фигурно пързаляне през 2025 година.